# 费利克斯·奥古斯特·克莱芒

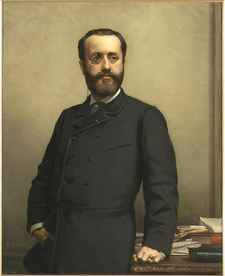
自畫像

费利克斯·奥古斯特·克莱芒（1826年5月20日—1888年2月2日）是一位法国东方主义绘画画家。
他最初在里昂国立美术学院跟随让-克劳德·博内丰学习 1848年，他进入法國美術學院學習，在那里他師從米歇尔·马丁·德罗林和弗朗索瓦-爱德华·皮科。1856年，他獲得了罗马大奖。
他在罗马呆了几年，随后在1862年前往埃及。
1868年，他回到了法国。四年后，他受政府委托在帕多瓦临摹安德烈亚·曼特尼亚的画作，但因病返回法國。1874年至1877年，他在里昂国立学校担任教授，之後退休。
他参加過1872年伦敦第二届年度国际展览会、1873年維也納萬國博覽會和1878年世界博览会。据說亨利·盧梭就是在克莱蒙特的帮助下获得了在卢浮宫临摹画作的许可；这一特权通常只留给學校的学生。
他最終在阿尔及尔去世。

## 作品

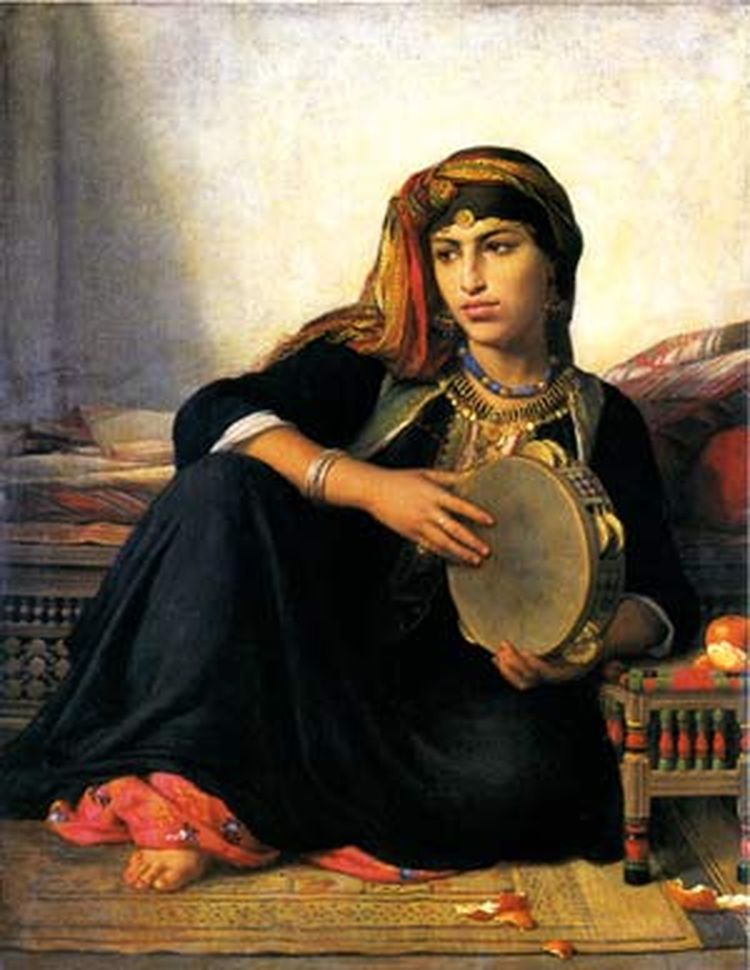
打手鼓
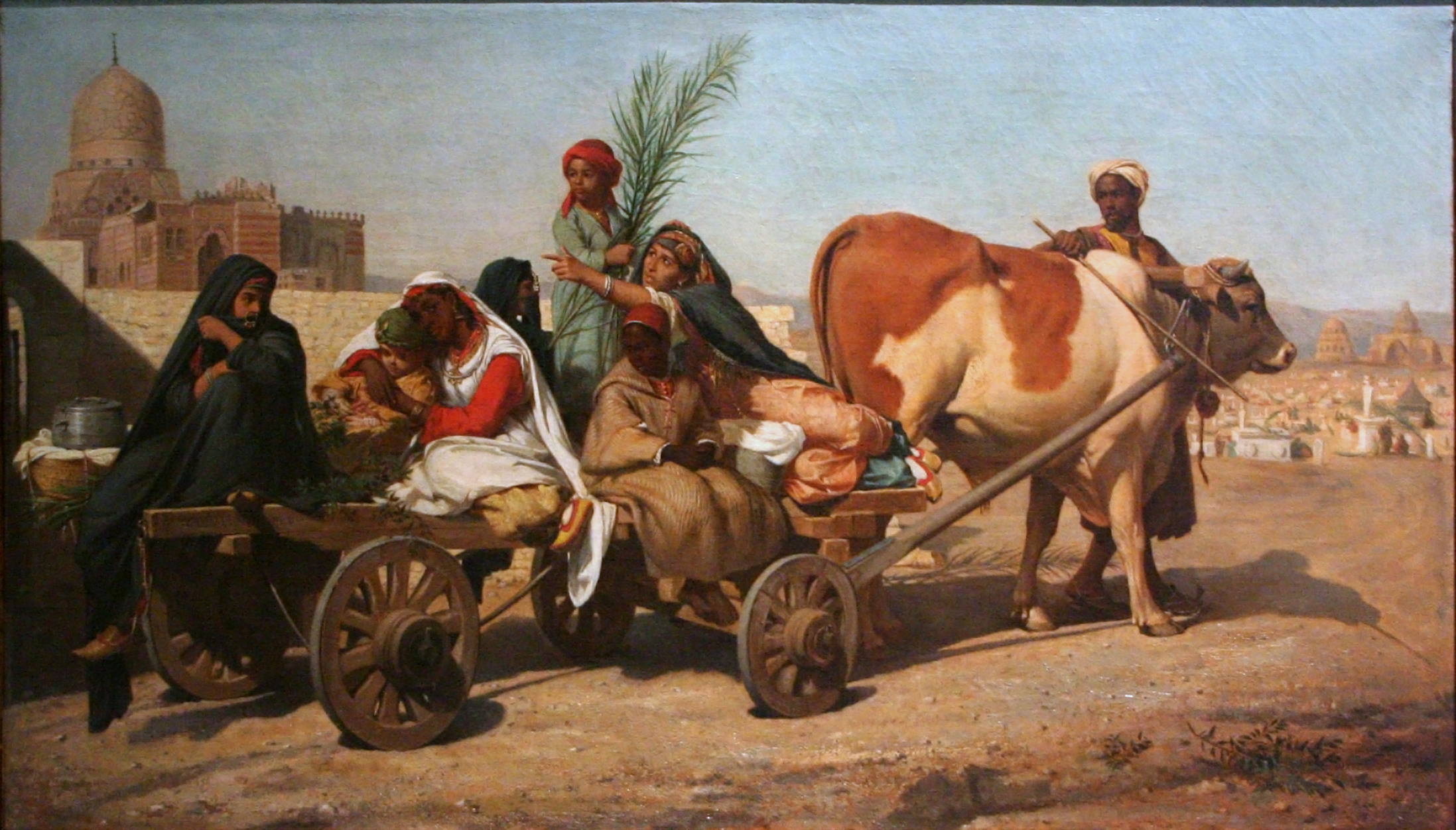
埃及推车
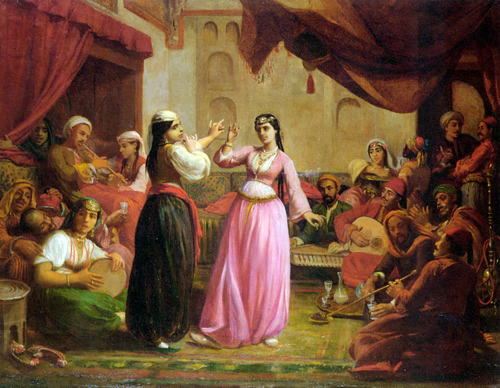
晚间的娱乐活动
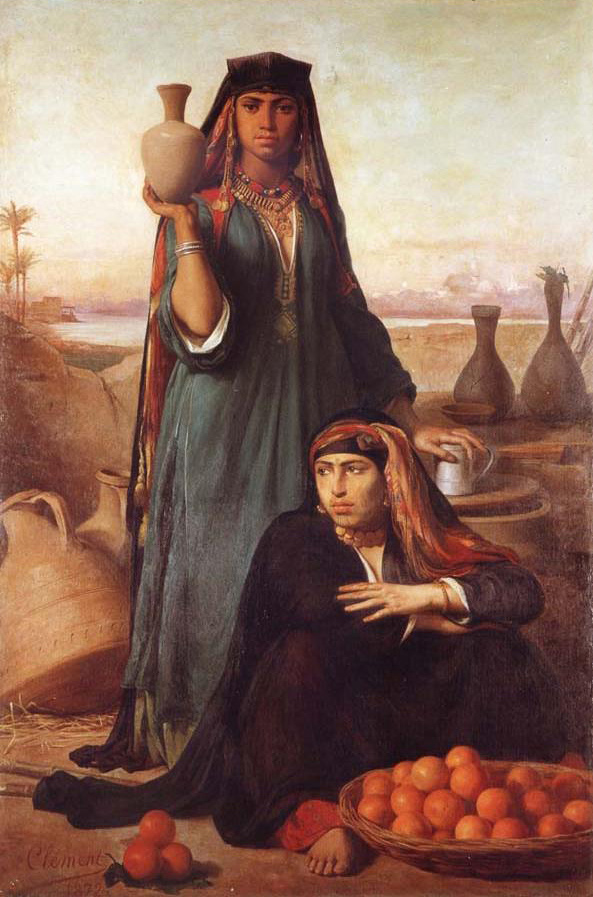
卖水和橙子的女人

## 脚注
1. ↑  . www.christies.com.cn.   [2021-12-18]. （原始内容存档于2021-12-18） （英语）.
2. 1 2 3 4  Brief biography 的存檔，存档日期2015-10-14. @ ArtFinding.
3. 1 2  Brief biography （页面存档备份，存于） @ InterMedia.
4. ↑  Henri Rousseau （页面存档备份，存于） by Debbie Stabenow @ Google Books.

## 外部連結
- ArtNet: More works by Clément. （页面存档备份，存于）